# Ocellularia africana
Ocellularia africana är en lavart som beskrevs av Andreas Frisch. 
Ocellularia africana ingår i släktet Ocellularia och familjen Graphidaceae. Inga underarter finns listade i Catalogue of Life.